# Ruy Barbosa (kommun i Brasilien, Bahia, lat -12,25, long -40,33)
Ruy Barbosa är en kommun i Brasilien.   Den ligger i delstaten Bahia, i den östra delen av landet, 900 km öster om huvudstaden Brasília. Antalet invånare är 29 869.
Följande samhällen finns i Ruy Barbosa:
- Ruy Barbosa
- Terra Nova

Omgivningarna runt Ruy Barbosa är huvudsakligen savann. Runt Ruy Barbosa är det glesbefolkat, med 20 invånare per kvadratkilometer.